# Роккаказале
Роккаказале (итал. Roccacasale) — коммуна в Италии, располагается в регионе Абруццо, в провинции Л’Акуила.
Население составляет 713 человека (2008 г.), плотность населения составляет 41 чел./км². Занимает площадь 17 км². Почтовый индекс — 67030. Телефонный код — 0864.
Покровителем коммуны почитается святой архангел Михаил, празднование 8 мая.

## Демография
Динамика населения:

## Администрация коммуны
- Официальный сайт: http://www.roccacasale.it/